# Pianistka (film)
Pianistka (fr. La pianiste) − francusko-austriacki dramat filmowy z 2001 roku w reżyserii Michaela Hanekego. Obraz powstał na podstawie wydanej w 1983 roku powieści pod tym samym tytułem autorstwa austriackiej pisarki Elfriede Jelinek. Główne role w filmie zagrali Isabelle Huppert i Benoît Magimel. Zdjęcia kręcono w Wiedniu.
Film otrzymał wiele nagród, m.in. Grand Prix, nagrody dla najlepszego aktora i aktorki na 54. MFF w Cannes.

## Opis fabuły
Film przedstawia historię Eriki Kohut (Isabelle Huppert), czterdziestoletniej nauczycielki gry na fortepianie w wiedeńskim konserwatorium. Mieszkająca ze swoją nadopiekuńczą matką bohaterka ma poważne problemy ze swoją seksualnością: odwiedza kina porno, peep-show, uprawia voyeuryzm. Gdy jeden ze studentów (Benoît Magimel) próbuje ją uwieść, zgadza się, ale pod warunkiem przyjęcia jej reguł gry. Ich związek kończy się, gdy Erika ujawnia swoje masochistyczne skłonności.

## Obsada
- Isabelle Huppert - Erika Kohut
- Benoît Magimel - Walter Klemmer
- Annie Girardot - matka
- Udo Samel - Dr Blonski
- Susanne Lothar - pani Schober
- Anna Sigalevitch - Anna Schober
- Cornelia Köndgen - Mme Blonskij
- Thomas Weinhappel - baryton
- Philipp Heiss - naprawnik
- William Mang - profesor
- Rudolf Melichar - przewodniczący egzaminatorów
- Michael Schottenberg - profesor
- Gabriele Schuchter - Margot
- Dieter Berner - śpiewający profesor
- Volker Waldegg - profesor
- Martina Resetarits - profesor
- Annemarie Schieinzer - profesor
- Karoline Zeisler - profesor
- Liliane Neiska - sekretarka
- Luz Leskowitz - skrzypaczka
- Viktor Teuflmayr - pianista
- Florian Koban - uczeń
- Thomas Auner - pianista